# Nokia E71
Nokia E71(ノキア イー なないち）はノキアが開発した、第3世代携帯電話（W-CDMA）方式のスマートフォンである。

## 概要
Nokia E61の後継モデル。ステンレスのストレート型ボディで、QWERTYキーボードを搭載する薄型コンパクトなスマートフォンである。2.8インチだったE61よりも小さな2.36インチの
液晶画面を搭載し、小型化されている。AF対応約320万画素CMOSカメラが追加されている。
仕事用とプライベート用を場面に応じて切り替えられる「ライフモード」を搭載。スマートフォンであるが、絵文字入力、YouTube動画再生にも対応している。また、日本ではナビタイム、海外では Nokia Maps による地図案内が可能である。
GSMクワッドバンドにも対応しており、世界の幅広い地域で使用可能である。

## 日本での発売
ソフトバンクモバイルが2008年10月30日に日本での発売を発表し、12月中旬以降に発売を、同じくNTTドコモも同年11月5日に日本での発売を発表し、翌2009年1月以降に発売を、それぞれ予定していたが、ノキアが日本市場から撤退を2008年11月27日に発表したのを受け、ドコモは12月1日に、ソフトバンクは12月5日に発売の中止を発表した。

## 歴史
- 2008年7月 - 日本国外の一部の国で発売される。
- 2008年10月30日 - ソフトバンクモバイルが日本での発売を発表。
- 2008年11月5日 - NTTドコモがdocomo PRO seriesとして日本での発売を発表。
- 2008年12月1日 - NTTドコモが発売中止を発表。
- 2008年12月5日 - ソフトバンクモバイルが発売中止を発表。

## 日本語表記のE71
E71はNTTドコモ、ソフトバンクモバイルでの販売は中止となったが、イギリスやドイツなどで日本語対応携帯のMVNO事業者であるa2network社のベリーモバイルでは、日本語表記のE71を取り扱っている。
ただし、実際にはE71に搭載のS60 3rd Edition,Feature Pack 1に対応した日本語表示プラグイン「+J for S60」(管理工学研究所)のOEM版がセットアップされているに過ぎない。